# Фини, Леонор
Леонор Фини (фр. Leonor Fini; 30 августа 1908, Буэнос-Айрес — 18 января 1996, Париж) — аргентинская художница-сюрреалист, дизайнер, иллюстратор и автор, известная своими изображениями влиятельных и эротичных женщин.

## Биография
Отец — аргентинец, эмигрант из России, мать — итальянка. Родилась в Буэнос-Айресе, её отец терроризировал семью, и когда Леонор исполнился год, мать вместе с ней сбежала на родину.
Детство и юность Леонор провела в Триесте. В возрасте семнадцати лет она впервые показала свои работы в галерее Триеста; в то время Фини окончательно покинула дом, чтобы полностью посвятить себя искусству.
Она переехала в Милан в возрасте 17 лет, а затем в Париж, либо в 1931, либо в 1932 году.Там она познакомилась с Карло Карра и Джорджо де Кирико, которые оказали большое влияние на ее творчество. Она также познакомилась с Полем Элюаром, Максом Эрнстом, Жоржем Батаем, Анри Картье-Брессоном, Пикассо, Андре Пьером де Мандьярго и Сальвадором Дали. Она путешествовала по Европе на машине с Мандьярго и Картье-Брессоном, где Картье-Брессон сфотографировал её обнажённой в бассейне. Фотография Фини была продана в 2007 году за 305 000 долларов — самую высокую цену, уплаченную на аукционе за одну из работ Картье-Брессона на тот момент.
Она посещала музеи, изучала творчество мастеров Ренессанса, маньеризма и романтизм. Выступая против суровой системы в образовании, Фини никогда не посещала художественные учебные заведения. С 1925 года жила в Милане, в 1933-м переселилась в Париж. В 1929 году в миланской галерее Барбаруа состоялась её первая персональная выставка. Вошла в круг сюрреалистов, участвовала в их лондонской (1936) и нью-йоркской (1938) групповых выставках, но не отождествляла себя с сюрреалистским движением, всегда и во всем оставаясь самостоятельной.

## Творчество
Помимо портретов, «фантастической» живописи и графики с сильными эротическими мотивами, Фини писала прозу, занималась дизайном, книжной иллюстрацией («Цветы зла» Бодлера, «Аврелия» Жерара де Нерваля, стихотворения Эдгара По, «Книга Монеллы» Марселя Швоба, романы Сада, «История О» Полины Реаж, «Собор любви» Оскара Паниццы); работала в театре с режиссёрами Джорджо Стрелером, Хорхе Лавелли, балетмейстером Джорджем Баланчиным («Хрустальный дворец», 1947), была художником по костюмам в фильме Феллини «Восемь с половиной», дружила с Алидой Валли. В 1949 году Фредерик Аштон поставил балет на музыку Бриттена «Сон Леонор» по её либретто, с её декорациями и костюмами.
Леонор Фини посвящён документальный фильм бельгийского кинорежиссёра Криса Верморкена (1991).